# マルティン・グシンデ
マルティン・グシンデ（ドイツ語: Martín Gusinde、1886年10月29日、ブレスラウ - 1969年10月10日、オーストリア、メートリンク）は、オーストリアの司祭・民族学者で、人類学、特にティエラ・デル・フエゴの先住民族に関する研究で有名である。彼はマックス・ウーレやアウレリアーノ・オヤルスン・ナバロと共に、20世紀前半のチリで最も著名な人類学者の一人だった。 

## 経歴
1900年、マルティン・グシンデは宣教師の修道会である神言会に入会した。彼は1905年にウィーン近郊のメドリングの聖ガブリエル伝道所で高等教育を受け始めた。1911年に聖職授任した後、グシンデはチリへ行った。彼は1912年から1913年末まで教師として働き、その後1922年までマックス・ウーレと共にサンティアゴ・デ・チリの民族学博物館で働き、1918年に部門長になった。 

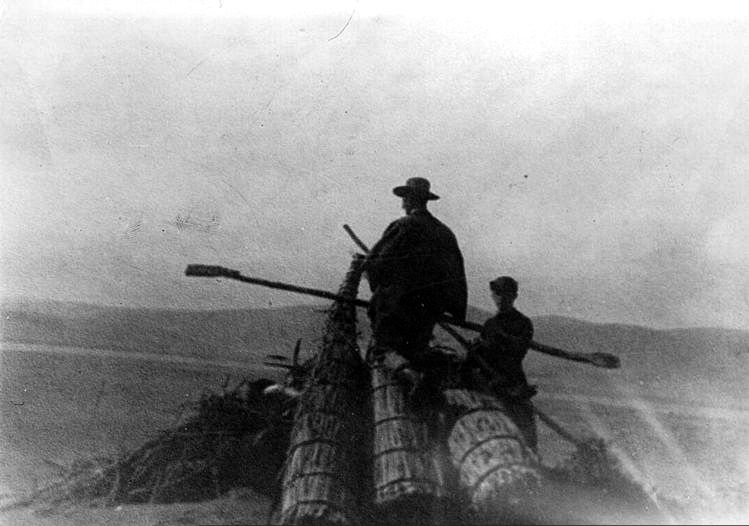
1917年、ピチレムの先住民の塚の上にいるマルティン・グシンデ

グシンデは、1918年から1924年の終わりに、ティエラ・デル・フエゴへの4回の調査旅行を実施した。調査の目的は、移民によって土地を追われ、持ち込まれた病気に対する自然抵抗力が欠如していたためひどく人口が減っていたティエラ・デル・フエゴ先住民、ヤマナとセルクナム（別名オナ）の異なる集団を調査することだった。彼はティエラ・デル・フエゴに合計22か月間滞在した。彼は研究していた集団の加入儀礼に参加することを許された。Berlin Phonogram Archiveを代表して、彼は先住民族の歌と聖歌を録音した。これらは、ティエラ・デル・フエゴ先住民の音声記録として唯一残っているものである。 
1926年、グシンデはウィーン大学で人類学の博士号を取得した。彼はフレデリック・ヘスターマン ( Frederick Hestermann) とともに、ウシュアイアの英国国教会宣教師トーマス・ブリッジズ師が1879年に書いた原稿に基づいて、1933年にヤマナ語-英語辞書の編集と出版の手配をした。後にブエノスアイレスで1987年に再版され、2011年にペーパーバック版も発行された。 
1930年代半ばに、彼はコンゴのピグミーを研究した。 
1949年から1957年にかけて、グシンデはワシントンDCのアメリカ・カトリック大学で教授を務めた。1956年にニューギニアのアヨムピグミーへの遠征に着手した。1959年から1960年にかけて、日本の名古屋にある南山大学で教えた。 
彼は、ウィーンのマリア・エンツァースドルフにある聖ガブリエル伝道所で研究、講義、教育活動を終えた。マルティン・グシンデは1969年10月10日にメートリンクで亡くなった。 

## 死後の顕彰
チリのプエルト・ウィリアムズには、彼の名誉を称え、ティエラ・デル・フエゴ先住民との活動を記録したマルティン・グシンデ人類学博物館が建てられた。 

## 受賞・栄典
- 1952年：カール・レンナー賞
- 1958：Austrian Decoration for Science and Art[3]
- 1966年：Grand Silver Medal with Star for Services to the Republic of Austria[4]
- ウィーン名誉指輪

## 参照資料
1. ↑  Rev. Thomas Bridges, Yamana-English: A Dictionary of the Speech of Tierra del Fuego, ed. Ferdinand Hestermann and Martin Gusinde, Mödling bei Wien (Vienna): Missionsdruckerei St. Gabriel (1933)
2. ↑  Rev. Thomas Bridges, Yamana-English: A Dictionary of the Speech of Tierra del Fuego, ed. Ferdinand Hestermann and Martin Gusinde, Buenos Aires: Zagier & Urruty Publications, 1987/Reprint edition 2011, 664 pages
3. ↑  “Reply to a parliamentary question” (pdf) (German). p. 48. 2013年1月1日閲覧。
4. ↑  “Reply to a parliamentary question” (pdf) (German). p. 209. 2013年1月1日閲覧。